# Arachnotheca
Arachnotheca — рід грибів родини Onygenaceae. Назва вперше опублікована 1971 року.

## Класифікація
До роду Arachnotheca відносять 3 види:
- Arachnotheca albicans
- Arachnotheca glomerata
- Arachnotheca vriesii